# Anse-à-Galets
Anse-à-Galets, in creolo haitiano Ansagalèt, è un comune di Haiti, capoluogo dell'arrondissement di La Gonâve nel dipartimento dell'Ovest. Si tratta di uno dei due comuni in cui è suddivisa amministrativamente l'Isola de la Gonâve.